# Hilário Giacob Zortéa
Hilário Giacob Zortéa (Veranópolis, 26 de julho de 1921 – São Paulo, 20 de agosto de 2003) foi um político brasileiro. 
Filho de Antônio Zortéa Primo e de Clotilde Leduc Zortéa, foi deputado à Assembleia Legislativa de Santa Catarina na 3ª legislatura (1955 — 1959), e na 4ª legislatura (1959 — 1963), ambas as vezes como suplente convocado.